# La Folie
La Folie är en kommun i departementet Calvados i regionen Normandie i norra Frankrike. Kommunen ligger i kantonen Isigny-sur-Mer som ligger i arrondissementet Bayeux. År 2022 hade La Folie 107 invånare.

## Befolkningsutveckling
Antalet invånare i kommunen La Folie
Referens: INSEE